# Панопей
Панопей (на старогръцки: Πανοπεύς; Φανοτεύς, Phanoteus, Panopeus) в древногръцката митология е син на Фок и Астерия. Близнак е на Крис, с когото враждувал още в утробата на майка им.
Той е приятел по оръжие на Егист. Участва в лова на Калидонския глиган. Тръгва с Амфитрион на война против цар Птерелай и Тафийците и Телебойците. Преди това той се заклева да не вземе нищо от плячката, нарушава клетвата си и е наказан от боговете. Неговият син Епей построява Троянския кон. В дъщеря ми Eгле (Aegle) се влюбва Тезей и напуска съпругата си Ариадна.
Панопей умира от ухапване от скорпион. На него е наречен град Панопей във Фокида на границата с Беотия.